# 맨발에서 벤츠까지
맨발에서 벤츠까지는 1991년 공개된 대한민국의 영화이다.

## 줄거리
대한그룹의 신입사원인 석은 회장이 되겠다는 야심을 갖고 적극적으로 생활한다. 그는 기획실에 근무하는 아름에게 호감을 갖지만 그녀의 반응이 신통하지 않자 산간오지의 현장근무를 지원한다. 이곳의 비리가 회사의 심층부까지 닿아 있음을 알게 된 석은 현장의 털보와 치열한 격투끝에 승리를 쟁취한다. 석은 다시 자기의 목표를 달성하고 아름의 사랑을 받아내기 위해 시베리아 건설현장으로 떠나고, 아름도 그에 대한 그리움으로 그를 사랑하고 있었음을 깨닫는다. 석이 현지노동자들의 파업으로 부상당했다는 소식을 들은 아름은 시베리아로 달려가고, 둘은 뜨거운 해후를 한다. 아름과 석은 휴가기간 동안 시베리아 탐험을 하기로 하고, 숱한 고생끝에 탐험을 마친다. 그들이 보낸 결과를 본 회사에서는 시베리아의 천연가스수송을 위한 가스관공사를 긍정적으로 검토한다. 그러나 귀국하여 승진한 석은 아름이 회장의 딸임을 알고 모멸감을 느끼지만, 그녀의 사랑이 순수함을 알고 아름을 받아들인다.

## 배역
- 홍학표 : 박석 역
- 박은영 : 장아름 역
- 유퉁 : 대포 역
- 장세진 : 동환 역
- 방은희 : 은영 역
- 이창세 : 이리 역(특별출연)
- 심양홍 : 회장 역
- 박웅 : 부사장 역
- 독고영재 : 황부장 역
- 이기열 : 최대리 역
- 이석구 : 현장소장 역
- 권병길 : 전무 역
- 왕태언 : 실장 역
- 최민 : 영호 역
- 안종환 : 민철 역
- 이지산 : 비서 역
- 국정환 : 웨이터 역
- 홍석연 : 경비대장 역
- 나갑성 : 수위 역
- 노사강 : 중역 역
- 김기종 : 주례 역
- 박종설 : 장물팀 1 역
- 박용팔 : 장물팀 2 역
- 신종태 : 부하 1 역
- 김창기 : 부하 2 역
- 임용규 : 운전수 역
- 박흥근 : 경비 역
- 김유민 : 신입사원 1 역
- 박동현 : 신입사원 2 역
- 이은정 : 빠끔이 역
- 김현택 (특별출연)
- 김범수 (특별출연)
- 허석도 (특별출연)
- 황서식 (특별출연)
- 이기동 (특별출연)
- 서정호 (특별출연)
- 정성진 (특별출연)
- 니꼴라이 (소련인 현지출연)
- 레오니드 (소련인 현지출연)
- 예브게니아신 (소련인 현지출연)
- 아르또르 (소련인 현지출연)
- 두루시코 (소련인 현지출연)

## 제작진
- 감독 : 이성수
- 원작 : 김홍신
- 각본 : 심산, 이성수
- 제작 : 고규섭
- 기획 : 양재운(한국영화기획정보센타)
- 촬영 : 신옥현
- 조명 : 임재영
- 편집 : 김현
- 음악 : 김수철
- 소품 : 김태욱
- 분장 : 강은영, 김덕남
- 동시녹음 : 김범수, 이병하(라이브)
- 녹음 : 강대성
- 효과 : 양대호
- 특수효과 : 백진
- 조감독 : 오명진
- 스틸 : 백영호
- 현상 : 영화진흥공사
- 색보정 : 김승호
- 스크립터 : 전창희
- 연출부 : 오명진, 송영철
- 연출부지원 : 이순안
- 제작진행 : 김두찬, 금정선
- 제작부장 : 김현택
- 촬영부 :황서식, 이기동, 서충현
- 조명부 : 김광수
- 소품부 : 장석범
- 코디네이터 : 허석도, 이성희
- 네가편집 : 경민호
- 녹음부 : 오세진
- 옵티칼 : 윤종두
- 시베리아 현지진행 : 대한여행사, 서정호, DALTUR(소련극동탐사대)
- 큐레이터 : 이병률
- 운송 : 신순식, 정정호
- 보조출연 :한국예술, 아리오